# Falete
Rafael Ojeda Rojas (Sevilla, 9 de enero de 1978), conocido artísticamente como Falete, es un cantante español de flamenco y copla.

## Biografía
Hijo de una familia de artistas —su padre era Falín (1959-2008), miembro destacado del grupo Cantores de Híspalis— debutó en el Teatro Lope de Vega de Sevilla con 17 años cantando para La Chunga.
Durante los años 1990, participó en diversos eventos en distintas ciudades del mundo, como Danzas de España.
Ha tenido padrinos artísticos como Jesús Quintero y en su discografía aparecen versiones de temas de Bambino, Lola Flores, Rocío Jurado, Chavela Vargas, Isabel Pantoja, José Antonio Labordeta, Javier Oliva Tortosa, o Paco Ibáñez.

## Discografía
- 2004: Amar duele (disco de oro +60 000 copias)[1]
- 2006: Puta mentira
- 2007: Coplas que nos han matao
- 2008: ¿Quién te crees tú?
- 2012: Sin censura